# Rhodostemonodaphne celiana
Rhodostemonodaphne celiana är en lagerväxtart som först beskrevs av C.K. Allen, och fick sitt nu gällande namn av J.G. Rohwer. Rhodostemonodaphne celiana ingår i släktet Rhodostemonodaphne och familjen lagerväxter. Inga underarter finns listade i Catalogue of Life.